# DB Class 610
DB Class 610 — дизель-поезд немецких железных дорог. Обладал наклоняемым кузовом. Совместный проект Германии и Италии. Все 20 составов были построены в 1992 году.  Они эксплуатировались только на территории Германии, до 2014 года. Один экземпляр отдан в музей.